# Hyperinflation

Hyperinflation in Argentinien

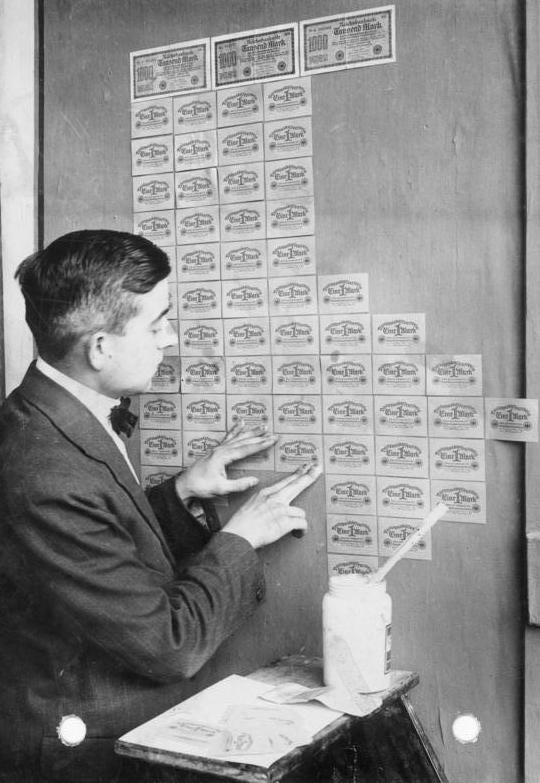
Tapezieren einer Wand mit Ein-Mark-Scheinen, die zum Zeitpunkt der Hyperinflation in der Weimarer Republik deutlich billiger waren als eine Tapete.

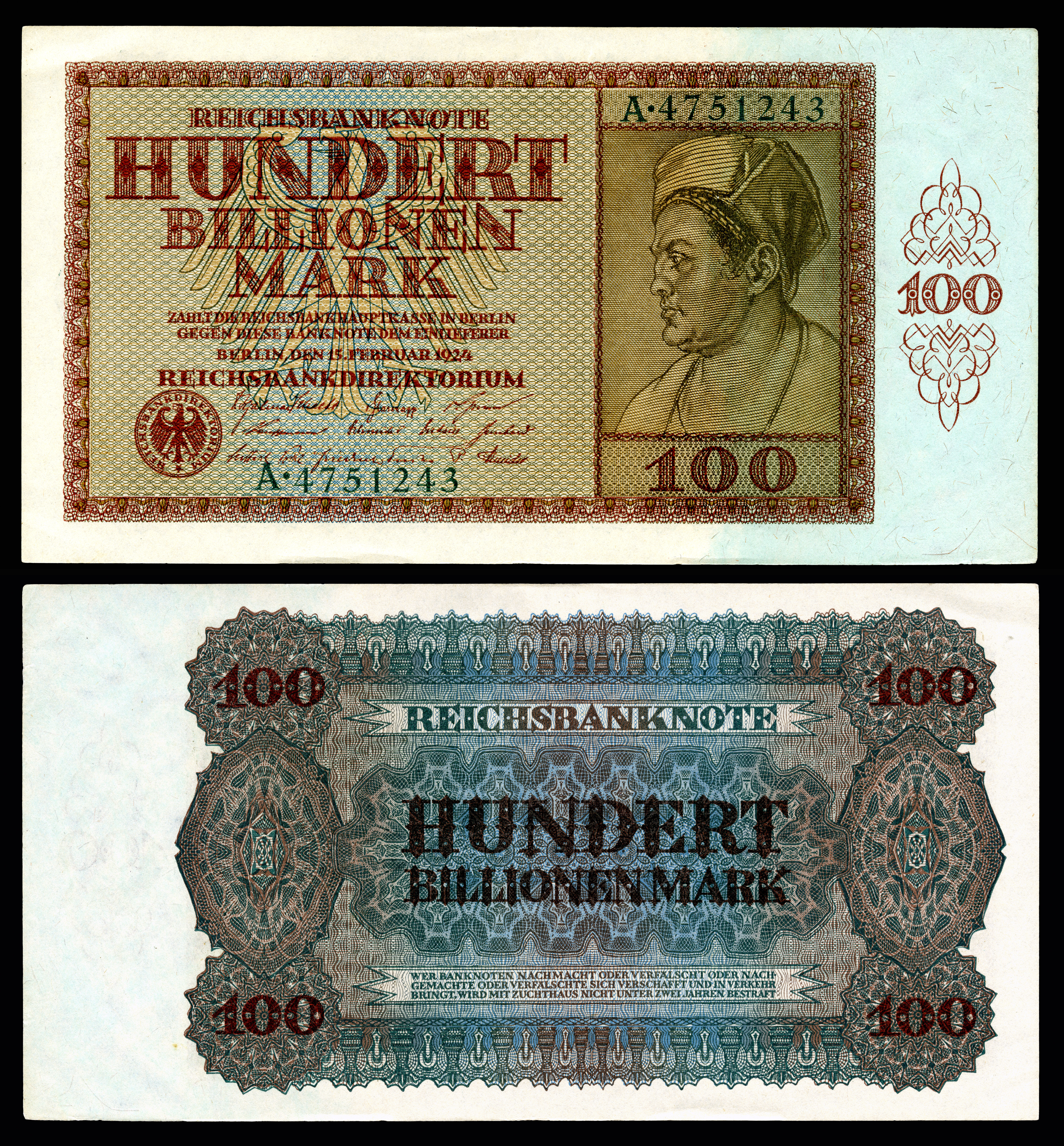
Höchste jemals gedruckte deutsche Banknote, 100 Billionen Mark, 15. Februar 1924

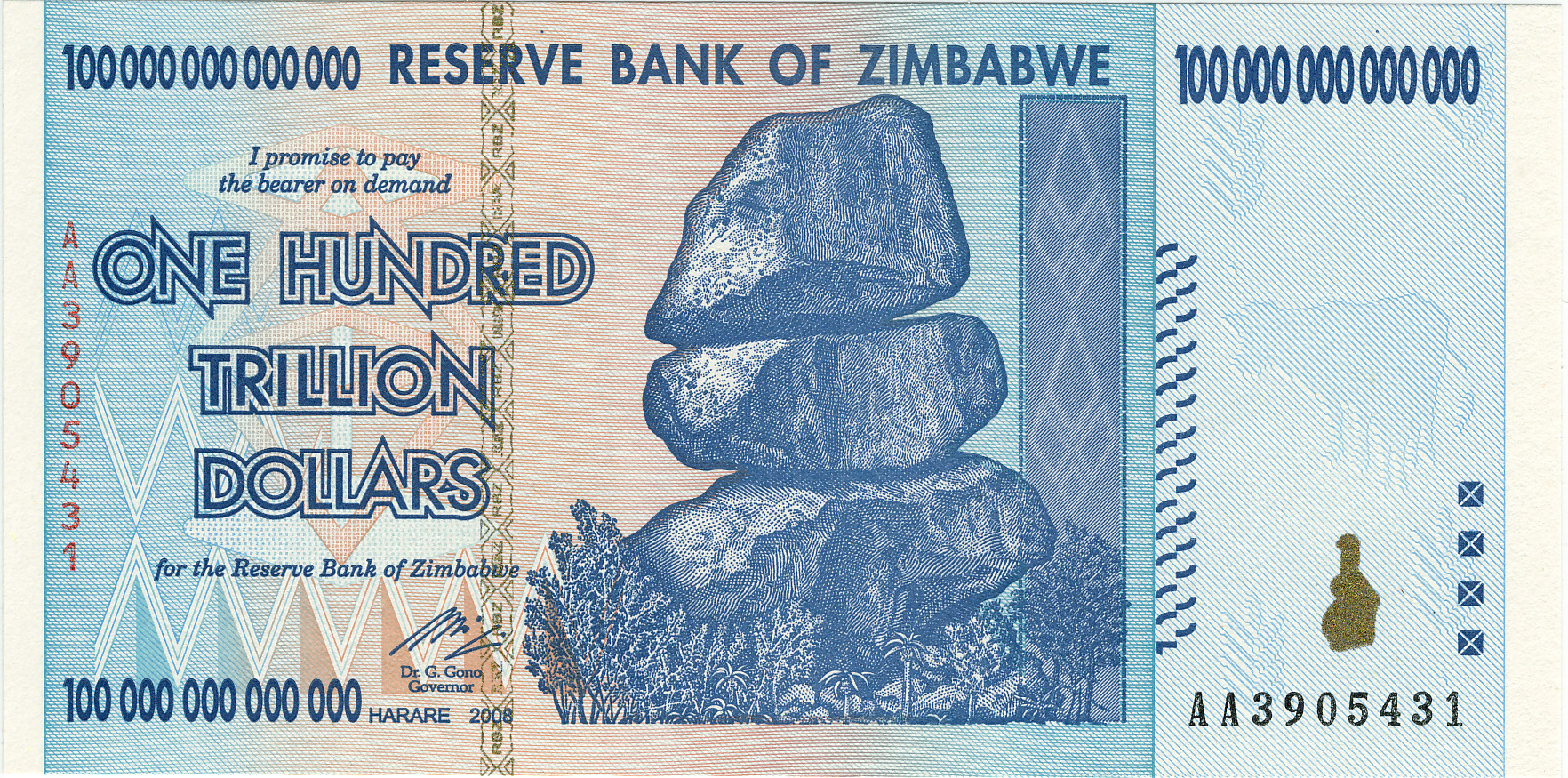
100 Billionen Simbabwe-Dollar, 2009

Hyperinflation ist eine Form der Inflation, in der sich das Preisniveau sehr schnell erhöht. Eine allgemein akzeptierte Definition existiert nicht, eine 1956 von Phillip D. Cagan aufgestellte Faustregel von monatlichen Inflationsraten von 50 % (entsprechend einer jährlichen Rate von umgerechnet rund 13.000 %) ist aber weit verbreitet. Vereinfacht ausgedrückt ist eine Hyperinflation eine unkontrollierbare Inflation mit extrem hoher monatlicher Rate. Meist dauern Hyperinflationen nur eine kurze Zeit und enden in einer Währungsreform.

## Allgemeines
Vor dem 20. Jahrhundert waren Hyperinflationen selten, da die Ökonomien bei Überschreitung eines gewissen Inflationsniveaus zu ungeprägten Edelmetallen als Geldersatz oder zu Naturaltausch übergingen. Die immer weitere Verbreitung von ungedecktem Geld (Fiatgeld) ermöglichte Hyperinflationen. Der Verursacher der (Hyper-)Inflation ist immer der Staat. Wenn ein Staat nicht genügend Steuern einnimmt, um seine Ausgaben zu finanzieren, entsteht ein Budgetdefizit, da er sich zur Deckung seiner Ausgaben (Erfüllung von Leistungsversprechen) permanent verschulden muss. Dieses Defizit kann er durch Schuldtitel, Staatsanleihen, decken. Die meisten Staatsanleihen sind nicht indexierte nominale Anleihen.
Wenn nun Preise relativ zu den Anleihen steigen, bleibt die Nominale der Anleihe gleich. Dadurch verliert sie relativ an Wert. Kapitalgeber erleiden einen realen Verlust, nicht jedoch einen nominalen. Umgekehrt kann der Emittent, der Staat, einen kleineren realen Rückzahlungswert zurückzahlen und macht somit einen realen Gewinn. Damit versucht der Staat sein Haushaltsdefizit zu reduzieren. Regierungen können durch Geldpolitik die Inflation steuern und damit zu dem erwünschten Effekt beitragen. Bei überraschenden und schnellen Inflationserhöhungen können lange Anleihen, da sie keinen Rahmen für rechtliche Änderungen bieten, vom Staat relativ billig zurückgezahlt werden. Durch die höhere Inflation verlangen jedoch neue Gläubiger höhere nominale Zinsen auf neue Anleihen (siehe Fisher-Gleichung). Ihr Vertrauen in Anleihen mit einer langen Laufzeit geht verloren. Dadurch verkürzen sich die Laufzeiten der neu emittierten Anleihen. Um alte Anleihen zu bezahlen und um die neuen hohen nominalen Zinsen zu finanzieren, müssen Regierungen immer mehr neue Anleihen ausgeben, um neues Kapital zu erhalten. Wenn nun noch immer Defizite im Haushalt vorliegen, muss die Regierung diesen Ablauf erneut von vorne vollziehen. Damit rutscht eine Regierung schlussendlich mit ihrer Währung in eine Hyperinflation und untergräbt damit letztlich das Vertrauen in diese.
2012 trugen die Ökonomen Steve Hanke und Nicholas Krus der Johns-Hopkins-Universität in Baltimore 56 Episoden von Hyperinflationen der Geschichte – bei denen die Preise pro Monat um mindestens 50 Prozent gestiegen sind – zusammen und untersuchten diese auf die Ursachen, was jeweils dazu führte. Nach der Studie ist Hyperinflation eine wirtschaftliche Krankheit, die unter extremen Bedingungen auftritt: Krieg, politisches Missmanagement und der Übergang von einer Kommando- zur Marktwirtschaft.
Die sowjetische Hyperinflation von 1919 bis 1922 hatte das Ziel der Abschaffung des Geldes als Zahlungsmittel.
Der angebliche „Wirtschaftskrieg“, den Hugo Chávez in Venezuela in den 2010er Jahren gegen imaginäre Feinde begonnen hatte, reichte bis zum Herbst 2018 für eine Hyperinflation, bei der die Lieferanten von Händlern alle drei Stunden neue Preise festsetzten.

## Kapitalflucht

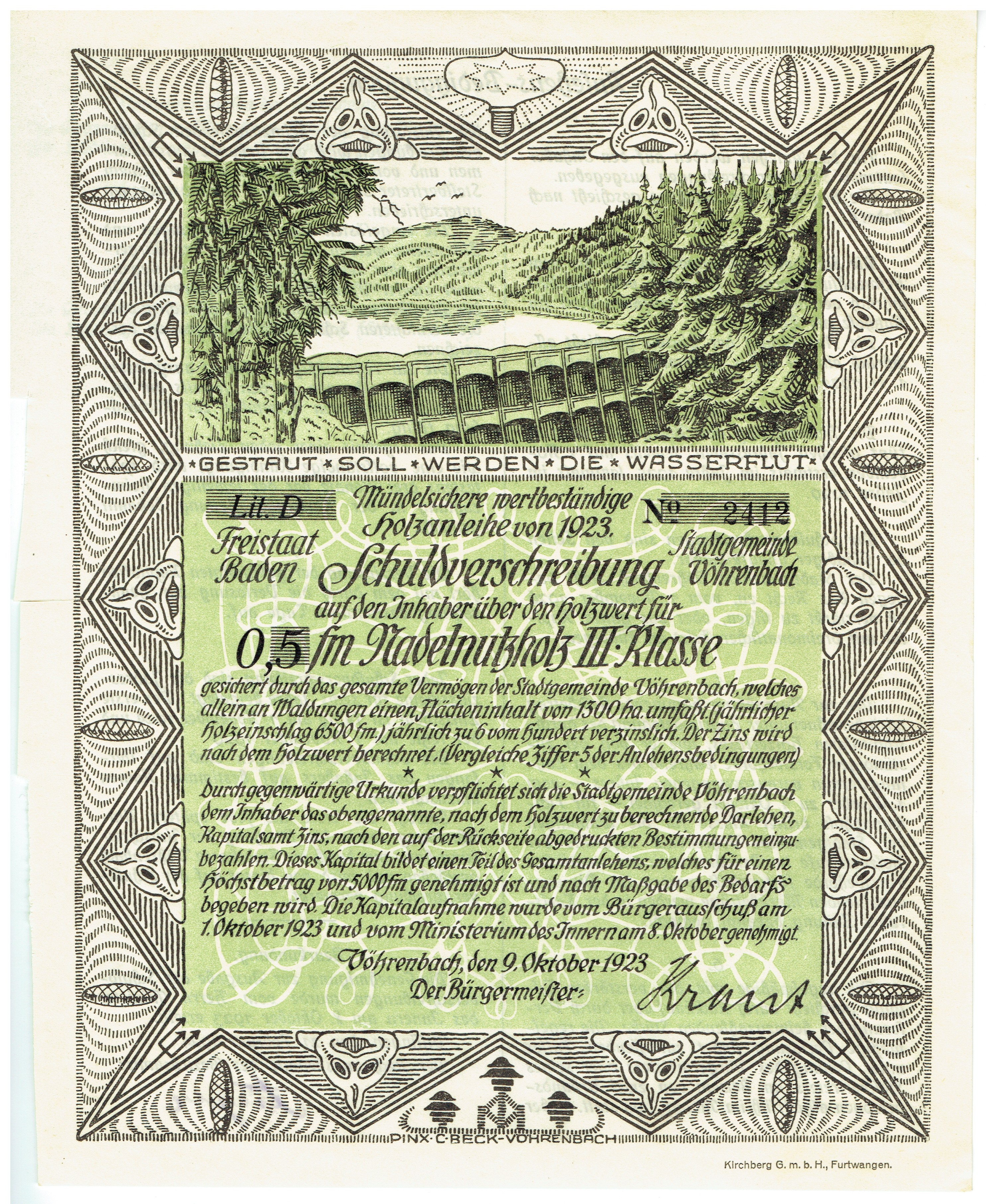
Sachwert-Anleihe der Stadtgemeinde Vöhrenbach zur Finanzierung der Linachtalsperre während der Hyperinflation 1923

Wie bei einer Inflation kommt es sehr schnell zu Anlagen in fremder Währung. Um die damit verbundene Kapitalflucht zu stoppen, kommt es während der Hyperinflation zu Devisenbewirtschaftung und massiver Devisenverkehrsbeschränkung. Angesichts des seit Ende des 20. Jahrhunderts möglichen weltweiten bargeldlosen Zahlungsverkehrs sind jedoch solche Maßnahmen nur noch begrenzt möglich.

## Flucht in Sachwerte
Eine Hyperinflation führt bei den Geldanlegern oft zu einer „Flucht in Sachwerte“ und zu einem weitgehenden Verlust aller anderen Geldanlagen wie z. B. Anleihen, welche auf die betreffende Währung lauten. Da die stark erhöhte Nachfrage typischerweise zu einer verschärften Verknappung des Angebots führt, handelt es sich dabei um einen selbst verstärkenden Vorgang.
Sachwerte sind vorrangig Immobilien und Rohstoffe, aber auch Edelmetalle oder Aktien. Eine Verknappung von Zahlungsmitteln, wenn beispielsweise die Kunden einer Bank ihre gesamten Ersparnisse abheben, findet nicht statt. Geld kann beliebig per Kredit geschöpft werden. Allerdings befeuert die Flucht in Sachwerte die Hyperinflation, da Nachfrage und somit Preise von Immobilien steigen. Dies wiederum führt zu steigenden Mieten.

## Kosten
Eine Hyperinflation stellt eine besondere Belastung für eine Gesellschaft dar. Nicht alle Preise und Löhne nehmen gleichmäßig zu, dadurch beeinflusst Inflation die Einkommensverteilung in einer Gesellschaft. Reichtum wird damit vom Verleiher, beispielsweise Kredit- oder Darlehensgeber, zum Borger, beispielsweise Kredit- oder Darlehensnehmer, transferiert. Schulden haben nicht mehr dieselbe Kaufkraft wie noch zu ihrer Aufnahme. Der Realzinssatz fällt typischerweise ebenso. Beispielsweise werden Zahlungen an Rentner nicht an das Preisniveau angepasst, diese verlieren in Zeiten von starken Preisanstiegen ihre Kaufkraft und werden oft an den Rand des Existenzminimums gedrückt. Etwaige Ersparnisse, die jahrelang angespart wurden, besitzen plötzlich wesentlich weniger Kaufkraft. Damit spaltet eine sehr hohe Inflationsrate die Gesellschaft.
Relative Preise könnten nicht mehr die wirkliche Knappheit der Güter zeigen, dies kann beispielsweise bei rigiden Staatsinterventionen zustande kommen. Dadurch wird es für Konsumenten kaum möglich den günstigeren Preis herauszufinden, ihr Nachfrageverhalten wird stark beeinträchtigt. Dadurch werden Märkte ineffizient und können Ressourcen nicht mehr optimal allozieren.
Durch die ständigen Schwankungen im Preisniveau entstehen Preisanpassungskosten, Unternehmen müssen ihre Preislisten so oft anpassen, dass sie nicht mehr zu festen Preisen anbieten können. Individuelles Verhalten, das aus gesellschaftlicher Sicht ineffizient ist, wird nun rational.
Durch Verzerrungen wird es schwieriger, rationale Zukunftsentscheidungen zu treffen. Durch sehr hohe Inflation entstehen Unsicherheit und undurchsichtige Marktsituationen, daher verringern Unternehmen ihre langfristigen Kapitalinvestitionen, wie etwa in Forschung und Entwicklung. Weil solche Investitionen jedoch wichtig für die Entwicklung neuer Technologien und Wettbewerb sind, werden sie mit Wirtschaftswachstum und Wohlstand in Verbindung gebracht. Damit verringert hohe Inflation auf lange Sicht Wirtschaftswachstum und damit den Lebensstandard.
Durch die Zeitdifferenz der Entstehung und dem Zahlungszeitpunkt von Steuern werden reale Steuereinbußen realisiert, die bei moderater Inflation keine wesentliche Rolle spielen würden.
Problematisch gestaltet sich auch der Tageseinkauf von Konsumenten, durch die großen Geldmengen müssen Konsumenten ein hohes Gewicht an physischem Geld tragen und damit bezahlen. Als weitere Folge wird das offizielle Zahlungsmittel durch Naturalientausch oder inoffizielle Währungen verdrängt.
In solchen Situationen tritt der so genannte Schuhsohleneffekt auf, dies beschreibt die Verschwendung von Ressourcen durch die Verringerung der Kassenhaltung. Geschäftsleute verlieren viel Zeit und Energie dabei, ihre Kassenhaltung zu organisieren. Dadurch stehen weniger Faktoren zur Gütererstellung zur Verfügung.
Siehe ebenso Inflation und ihre Auswirkungen.

## Maßnahmen

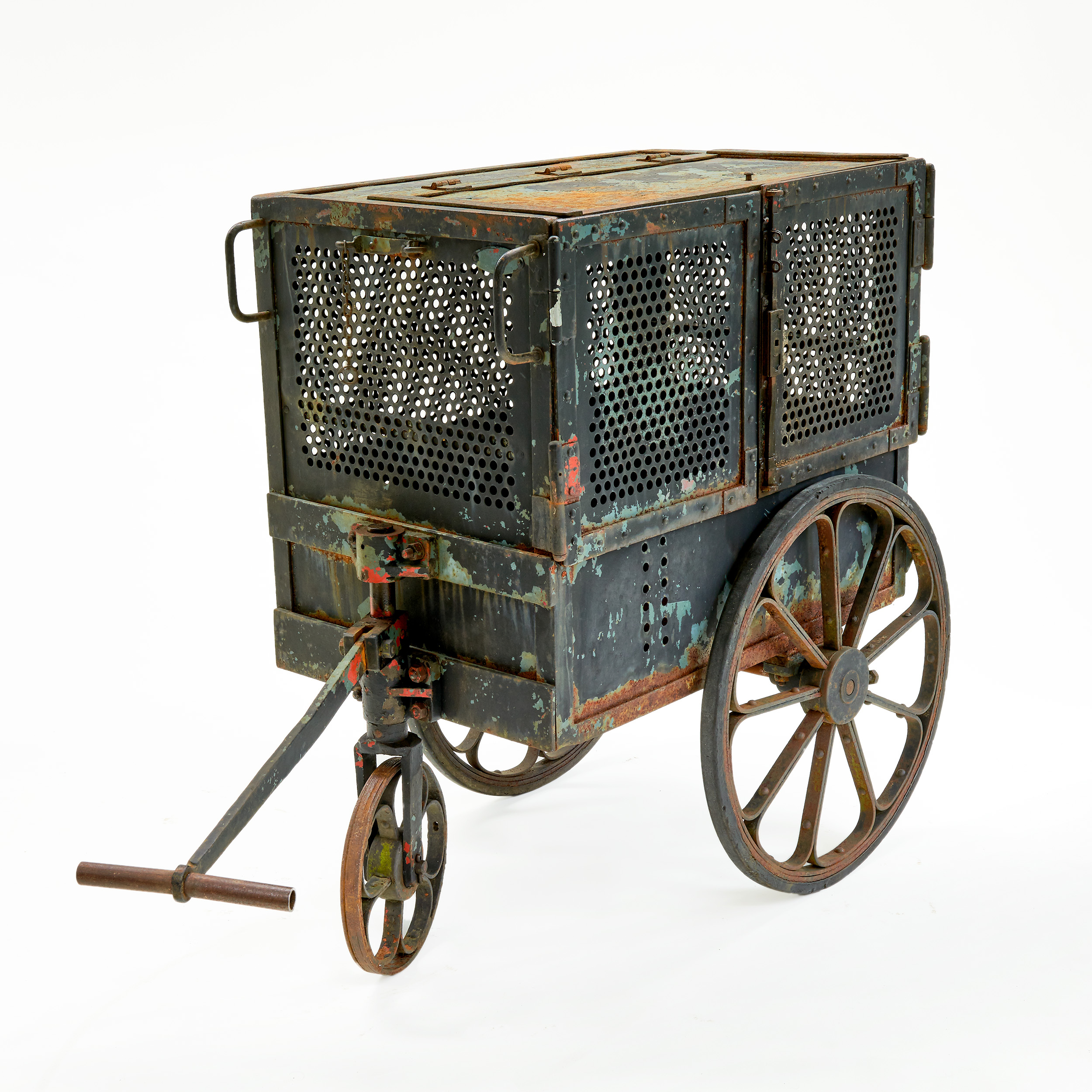
Geldtransportkarre, um 1920. Focke-Museum Bremen. Über die finanzpolitischen Probleme hinaus zeigt dieser fahrbare Tresor, welche logistischen Schwierigkeiten es mit sich brachte, angesichts des rapiden Wertverfalls das Papiergeld zügig zwischen Druckereien, Banken, Lohnbüros und Geschäften zu bewegen.

Um eine Hyperinflation zu stoppen, muss eine Regierung nachhaltig und glaubhaft das Wachsen der Geldmenge reduzieren.
In einer Hyperinflation ist die Glaubwürdigkeit in die Regierung und die Zentralbank geschwächt. Oft steht ein Regierungswechsel im Raum um das Vertrauen der Öffentlichkeit zu stärken bzw. wieder zu erlangen. Eine stark sparende Fiskalpolitik und die Verringerung von Budgetdefizits im Staatshaushalt ist derzeit das vorherrschende Handlungsmotiv um das Vertrauen in eine Währung zu stärken.

## Quantitätsgleichung der Hyperinflation
Eine Erklärung für das Ansteigen des allgemeinen Preisniveaus in der Hyperinflation bietet die Quantitätsgleichung von Irving Fisher:
{\displaystyle {\text{Transaktionsanzahl}}\cdot {\text{Preisniveau}}={\text{Geldmenge}}\cdot {\text{Umlaufgeschwindigkeit}}}
Diese Formel lässt sich umformen zu:
{\displaystyle {\text{Preisniveau}}={\frac {{\text{Geldmenge}}\cdot {\text{Umlaufgeschwindigkeit}}}{\text{Transaktionsanzahl}}}}
Das Preisniveau steigt also demnach u. a.
- proportional zur Geldmenge (wenn etwa die Zentralbank mehr Geld in Umlauf bringt, Umlaufgeschwindigkeit und Transaktionsanzahl jedoch unverändert bleiben);
- desgleichen proportional zur Umlaufgeschwindigkeit, wenn Geldmenge und Transaktionsanzahl unverändert bleiben;
- ebenso proportional zum Kehrwert der Transaktionsanzahl (z. B. bei Störung des Wirtschaftskreislaufs durch Katastrophen, wenn etwa plötzlich die Lieferbarkeit wegbricht, aber die Nachfrage bleibt, wobei Geldmenge und Umlaufgeschwindigkeit unverändert sein sollen).

## Geschichte
Es gibt verschiedene geschichtliche Episoden von Hyperinflationen mit monatlichen Inflationsraten von über 50 Prozent. Beispiele sind
| Zeitraum        | Land                                           | Resultat                                                                       | Anmerkungen |
| --------------- | ---------------------------------------------- | ------------------------------------------------------------------------------ | --- |
| 1919–1922       | Sowjetrussland                                 |                                                                                | |
| 1922–1924       | Sowjetunion                                    |                                                                                | maximale monatliche Inflationsrate von 212 % |
| 1919–1923       | Deutsches Reich                                | 1.000.000.000.000 Mark → 1 Rentenmark (15. November 1923)                      | maximale monatliche Inflationsrate von 29.525 % im Oktober 1923; 11 Monate über 50 % siehe: Deutsche Inflation 1914 bis 1923                                           |
| 1919–1924       | Österreich                                     | 10.000 Kronen → 1 Schilling (20. Dezember 1924)                                | maximale monatliche Inflationsrate von 129 % im August 1922; 4 Monate über 50 %                                                                                        |
| 1921–1926       | Ungarn                                         | 12.500 Korona (Kronen) → 1 Pengő (27. Dezember 1926)                           | maximale monatliche Inflationsrate von 98 % im Juli 1923; 5 Monate über 50 %                                                                                           |
| 1921–1924       | Polen                                          | 1.800.000 Polnische Mark → 1 Złoty (14. April 1924)                            | maximale monatliche Inflationsrate von 275 % im Oktober 1923; 9 Monate über 50 %                                                                                       |
| 1923            | Freie Stadt Danzig                             | Einführung der Danziger Gulden                                                 | maximale monatliche Inflationsrate von 2.440 % |
| 1943/1944       | Griechenland                                   | 50.000.000.000 Erste Drachmen → 1 Zweite Drachme                               | maximale monatliche Inflationsrate von 13.800 % |
| 1945            | Taiwan                                         |                                                                                | maximale monatliche Inflationsrate von 399 % |
| 1945/1946       | Ungarn                                         | 400.000.000.000.000.000.000.000.000.000 Pengő → 1 Forint                       | höchste jemals erreichte Inflation mit einer maximalen monatlichen Rate von 41,9 Billiarden Prozent (Verdreifachung der Preise pro Tag)                                |
| 1943–1949       | Volksrepublik China                            | 15.000.000.000.000.000.000 Yuan → 1 Renminbi                                   | maximale monatliche Inflationsrate von 5.070 % |
| 1985            | Bolivien                                       |                                                                                | |
| 1988            | Nicaragua                                      |                                                                                | |
| 1988            | Sozialistische Föderative Republik Jugoslawien |                                                                                | |
| 1989            | Polen                                          | 10.000 Polnische Złoty (PLZ) → 1 Neuer Polnischer Złoty (PLN) (1. Januar 1995) | |
| 1989/1990       | Brasilien                                      |                                                                                | maximale monatliche Inflationsrate von 84 % |
| 1989/1990       | Argentinien                                    |                                                                                | maximale monatliche Inflationsrate von 197 % |
| 1990            | Peru                                           |                                                                                | maximale monatliche Inflationsrate von 397 % |
| 1990–1994       | Bosnien und Herzegowina und Jugoslawien        |                                                                                | maximale monatliche Inflationsrate von 322 % |
| 1990–1994       | Jugoslawien                                    |                                                                                | die dritthöchste jemals erreichte Inflation mit einer maximalen monatlichen Inflationsrate von 313 Millionen %                                                         |
| 1990–1994       | Zaire                                          |                                                                                | maximale monatliche Inflationsrate von 250 % |
| 1992            | Russland                                       | 1000 RUR → 1 RUB                                                               | maximale monatliche Inflationsrate von 245 % |
| 1992            | Ukraine                                        |                                                                                | maximale monatliche Inflationsrate von 285 % |
| 1992–1994       | Georgien                                       |                                                                                | maximale monatliche Inflationsrate von 211 %, siehe Wirtschaft Georgiens                                                                                               |
| 1993            | Armenien                                       |                                                                                | maximale monatliche Inflationsrate von 438 % |
| 1993            | Turkmenistan                                   |                                                                                | maximale monatliche Inflationsrate von 429 % |
| 1994, 1996/1997 | Angola                                         |                                                                                | |
| 2006–2009       | Simbabwe                                       | Abschaffung der Währung                                                        | die zweithöchste jemals erreichte Inflation mit einer maximalen monatlichen Inflationsrate von 79,6 Milliarden % oder gar 500 Milliarden %, siehe auch Simbabwe-Dollar |
| 2011/2012       | Belarus                                        | 10.000 BYR → 1 BYN                                                             | siehe Belarussischer Rubel |
| 2016–?          | Wirtschaftskrise in Venezuela                  | 100.000 VEF → 1 VES                                                            | 2018: 80.000 % |
| 2019–           | Simbabwe                                       |                                                                                | Offiziell wurde die Hyperinflation (300+ Prozent), nach der Periode 2006–2009, erneut im Oktober 2019 aufgrund des IAS 29 erklärt.                                     |

Auch vor dem 20. Jahrhundert gab es schwere Inflationen:
| Zeitraum  | Land                                                                                      | Anmerkungen |
| --------- | ----------------------------------------------------------------------------------------- | --- |
| 1166      | Kaiserreich China                                                                         | |
| 1620–1623 | Heiliges Römisches Reich (Mitteleuropa)                                                   | Kipper- und Wipperzeit: Der Wert der Kreuzer fiel von 1 Reichstaler zu 124 Kreuzer (Ende 1619) auf 1 Reichstaler zu über 600 (regional auch über 1000) Kreuzer (1622/23) |
| 1719/1720 | Frankreich                                                                                | siehe Mississippi-Blase |
| 1789–1796 | Königreich Frankreich/Französische Konstitutionelle Monarchie/Erste Französische Republik | siehe Assignat |
| 1861–1865 | USA, vor allem Südstaaten                                                                 | |